# Michael Bates (futbolista)
Michael Dion Bates (ur. 19 grudnia 1969 w Victorii, w stanie Teksas) – amerykański lekkoatleta, sprinter, medalista olimpijski z Barcelony, następnie zawodnik futbolu amerykańskiego.
W szkole średniej był wyróżniającym się futbolistą i lekkoatletą. Na studiach w University of Arizona uprawiał obie te dyscypliny. Został zwycięzcą biegu na 100 metrów oraz sztafety 4 × 100 metrów podczas uniwersjady w 1991 w Sheffield.
Na igrzyskach olimpijskich w 1992 w Barcelonie zdobył brązowy medal w biegu na 200 metrów.
W 1993 podpisał kontrakt zawodowy z drużyną futbolu amerykańskiego Seattle Seahawks, w której występował do 1994. Jego kolejne drużyny to: Cleveland Browns (1995), Carolina Panthers (1996-2000), Washington Redskins (2001), ponownie Carolina Panthers (2002), Dallas Cowboys (2003) i New York Jets (2003). Grał na pozycjach wide receiver i kickoff returner. Pięć razy występował w Pro Bowl. Został wybrany do drużyny najlepszych zawodników lat 90. (National Football League 1990s All-Decade Team) jako kickoff returner.

## Rekordy życiowe
- bieg na 100 metrów – 10,17 s (1991)
- bieg na 200 metrów – 20,01 s (1992)